# Hemictenius petrovitzi
Hemictenius petrovitzi är en skalbaggsart som beskrevs av Gusakov 2003. Hemictenius petrovitzi ingår i släktet Hemictenius och familjen Melolonthidae. Inga underarter finns listade i Catalogue of Life.